# Корд, Уинстон Бернард
Уинстон Бернард Корд (англ. Winston Bernard Coard; 10 августа 1944, Виктория), также Бернард Коард — гренадский коммунистический политик, один из лидеров партии Новое движение ДЖУЭЛ, многолетний сподвижник Мориса Бишопа. Заместитель главы Народно-революционного правительства в 1979—1983 годах. Организатор государственного переворота и убийства Бишопа в октябре 1983. Арестован в ходе американской интервенции, предан суду и приговорён к смертной казни, заменённой на пожизненное заключения. Освобождён после 26-летнего пребывания в тюрьме.

## Происхождение
Родился в семье чиновника британской колониальной администрации. Двоюродным братом Бернарда Корда был Дунбар Сенак, секретарь Восточно-Карибского Верховного суда. Бернард Корд рос и формировался как личность в социально привилегированных условиях.
Фредерик Корд, отец Бернарда Корда, после ухода с госслужбы работал у коммерсанта Руперта Бишопа — отца Мориса Бишопа. Между Бернардом и Морисом также установились тесные связи, основанные на общности политических взглядов и планов. Вместе они учились в Grenada Boys Secondary School. В 1963 году они совместно основали студенческую организацию Ассамблею молодых борцов за истину. В том же году Корд и Бишоп отправились на учёбу за границу: Бишоп учился в Великобритании, Корд — в США.

## Преподавательская работа
Бернард Корд окончил Брандейский университет, затем в 1967—1969 годах работал школьным учителем в Лондоне. В 1971 году опубликовал брошюру How the West Indian Child Is Made Educationally Subnormal in the British School System: The Scandal of the Black Child in Schools in Britain, направленную против расовых пристрастий в образовательной системе. Эта работа Корда считается актуальной более чем через тридцать лет после написания.
Окончил Университет Суссекса, по курсу политологии. Преподавал в Университете Вест-Индии сначала в Тринидаде и Тобаго, потом на Ямайке.
Политически Корд придерживался марксистско-ленинских взглядов, присоединялся к компартии США и компартии Великобритании.

## На правительственном посту
В 1976 Бернард Корд вернулся на Гренаду и присоединился к марксистской партии Бишопа Новое движение ДЖУЭЛ (NJM). Являлся второй после Бишопа фигурой партии, возглавлял ортодоксально-коммунистическую марксистско-ленинскую группу OREL. Участвовал в выступлениях против правительства Эрика Гейри. На выборах в декабре 1976 одержал победу над популярным спортивным менеджером Роем Сент-Джоном и стал депутатом гренадского парламента.
В марте 1979 года Бернард Корд принял участие в государственном перевороте и свержении режима Гейри. К власти пришло Народно-Революционное Правительство Гренады во главе с премьер-министром Морисом Бишопом. Был установлен однопартийный режим по типу «реального социализма». Бернард Корд занял пост заместителя премьер-министра. Возглавлял также министерства финансов, торговли и промышленности. Считался главным марксистско-ленинским идеологом правящей партии. Был лидером радикального крыла правящей партии. Активную роль в группировке Бернарда Корда играла его жена Филлис Корд.
Бернард Корд находился на второй позиции в партийно-государственном руководстве и в значительной степени определял политику режима. Идеологически он ориентировался на ортодоксальный коммунизм, копирование советской системы, тесную связь с кубинским и сандинистским режимами. Корд отрицательно относился к экспериментам Бишопа с «прямой демократией», выступал проводником централизации и репрессий. По настоянию Корда гренадская делегация в ООН поддержала ввод советских войск в Афганистан.
В то же время он проявлял компетентность, дисциплинированность и системный подход к управлению. Международные эксперты признавали, что одно время Корду удавалось стабилизировать финансовое положение страны путём проведения экономической политики, подобной советскому НЭПу.
Отношения между Кордом и Бишопом всё более осложнялись и обострялись.

Бернарда Корда не устраивала перспектива оставаться в тени Мориса Бишопа, чей отец использовал отца Бернарда в качестве своего клерка. Для него было неприемлемо служить тому, кого он считал интеллектуально ниже себя.

Этим объясняется сочетание политического мастерства с катастрофической бездарностью в поведении Корда с октября 1982 по октябрь 1983. Тонко и ловко он устранял сторонников Бишопа из ЦК и политбюро, заполняя партийные органы членами своей фракции. Установилось неустойчивое двоевластие…

Ирония судьбы Бернарда Корда сказалась в том, что, стремясь избежать ненависти и горечи, постигшей в конце карьеры его отца, он навлёк на себя в глазах всего мира клеймо главного виновника поражения Гренадской революции.

Много лет спустя Корд объяснял конфликт так, что он и его сторонники настаивали на коллективном руководстве, и Бишоп склонялся к согласию. Однако кубинцы, основываясь на собственном опыте, требовали единоличного лидерства Бишопа.

## Переворот и падение
К осени 1983 года Гренада оказалась в крайне трудном социально-экономическом положении. Правительство Бишопа вошло в негласный контакт с МВФ, чтобы получить экстренный заём. При этом оно было готово на сокращение социальных расходов и увольнения госслужащих. Морис Бишоп начал зондировать возможности нормализации отношений с американской администрацией Рональда Рейгана.
Это категорически не устраивало коммунистических радикалов во главе с Бернардом Кордом и командующим гренадской армией генералом Хадсоном Остином. Корд и его сторонники потребовали от Бишопа разделения верховной власти. Премьер-министр отказался. Тогда 12 октября 1983 Морис Бишоп был смещён со всех постов и на следующий день арестован. Власть перешла в руки группы Корда—Остина (важную роль в ней играла и Филлис Корд). В течение недели Бернард Корд фактически возглавил правительство Гренады, хотя формально не объявлял себя премьер-министром.
Сторонники Бишопа выступили в его поддержку. Начались демонстрации и вооружённые столкновения. 19 октября 1983 Морис Бишоп был расстрелян в Форт-Руперте (место базирования армейского штаба и тюрьмы). Погибли также семь его ближайших сторонников, трое из которых занимали министерские посты. После этого генерал Остин объявил о создании нового правительства — Революционного военного совета (RMC) под своим председательством. В состав RMC вошёл непосредственный убийца Бишопа лейтенант Каллистус Бернард, однако не вошёл Бернард Корд.
Кровопролитие и убийство премьера Бишопа стало поводом для американского вторжения, начавшегося 25 октября 1983. Режим Нового движения ДЖУЭЛ был свергнут. Корд, Остин и их сподвижники арестованы и переданы в руки новых властей Гренады.

## Четверть века в тюрьме
4 декабря 1986 года Верховный суд Гренады признал виновными в убийстве и приговорил к смертной казни Бернарда Корда, Хадсона Остина, Филлис Корд и ещё одиннадцать человек. Двое были приговорены к 45 годам, один — к 30 годам тюрьмы, один обвиняемый оправдан. Группа осуждённых получила название Гренада 17.
В 1991 году смертная казнь была заменена на пожизненное заключение. Бернард Корд отбывал срок в тюрьме Ричмонд Хилл. Занимался преподаванием экономики и социологии в тюремной школе.
В 1996 году Бернард Корд стал главным автором открытого послания Reflections and Apologies — Размышления с просьбой о прощении. В этом документе «некоторые бывшие лидеры NJM» заявили о принятии на себя морально-политической ответственности за происшедшее на Гренаде в 1979—1983, в том числе за октябрьские события. Они принесли извинения гренадскому народу за пережитые бедствия, хотя объясняли их общей обстановкой Холодной войны и обязались в будущем прекратить политическую деятельность. В то же время авторы напомнили о социальных достижениях времён своего правления, назвали раскол в партии «нормальным демократическим процессом» и категорически отрицали наличие приказа о совершении убийств в Форт-Руперте.
В сентябре 2004 тюрьма Ричмонд Хилл подвергалась разрушениям от урагана Иван. Многие заключённые бежали, но Корд не воспользовался этой возможностью. Он заявил Associated Press, что покинет тюрьму только по решению суда, когда его имя «будет очищено». Своей вины Корд не признавал, объясняя события 1983 года общим контекстом Холодной войны.
В общей сложности Бернард Корд провёл в заключении почти 26 лет.

## Сокращение срока и освобождение
7 февраля 2007 года Судебный комитет Тайного совета — высшая апелляционная инстанция для Гренады как члена Британского Содружества — приступил к пересмотру дела. Слушания начались 18 июня. 27 июня Корд был приговорён к 30 годам заключения, включая срок, уже проведённый им в тюрьме. 31 декабря 2007 Корда посетила в тюрьме Надия Бишоп, дочь убитого Мориса Бишопа. Эта встреча была воспринята как символический жест примирения.
5 сентября 2009 года Бернард Корд был освобождён. После выхода на свободу он заявил о своём отказе от политической деятельности и перебрался к семье на Ямайку.
Вскоре после освобождения Бернард Корд выступил с обращением к президенту США Бараку Обаме «закрыть кровавый период», «внести ясность» в дело об убийстве Бишопа и «начать с чистого листа» и американо-гренадские отношения.
Бернард Корд имеет троих детей в браке с Филис Корд.